# Proceso a Mariana Pineda
Proceso a Mariana Pineda es una miniserie española de televisión dirigida por Rafael Moreno Alba, de cinco episodios, emitida por La 1 de TVE en 1984.

## Sinopsis
Ambientada en la Granada del primer tercio del siglo XIX la serie se centra en las peripecias de un personaje histórico, Mariana Pineda, luchadora por las libertades en el apogeo del reinado del monarca absolutista Fernando VII y que finalmente sería apresada y ajusticiada mediante garrote vil.

## Rodaje
Rodada durante cuatro meses en Madrid, Granada, Boadilla del Monte, Carmona, Sevilla y Huelva, contó con un presupuesto de 163 millones de pesetas.

## Reparto
- Pepa Flores …  	 Mariana Pineda
- Germán Cobos  …  	 Juez Pedrosa
- Juanjo Puigcorbé  …  	 Teniente Alba
- Carlos Larrañaga  …  	 Capitán Álvarez de Sotomayor
- Rafael Alonso …  	 Funcionario
- Tony Isbert  …  	 Ferrer
- Manuel Galiana  …  	 Ilustrado
- Antonio Iranzo  …  	 Matías
- Valentín Paredes …  	 Padre Saila
- José María Caffarel  …  	 Juez Ceruelo
- Conrado San Martín …  	 Abogado Defensor
- José Vivó  …  	 Confesor
- Rosario Flores …  	 Juanita
- Enrique San Francisco …  	 Federico
- Kiti Mánver …  	 La Chispa
- Manuel Torremocha
- Tito García
- Mari Paz Ballesteros
- José María Tasso
- Tito Valverde

## Equipo técnico
- Dirección
  - Rafael Moreno Alba
- Producción
  - Carmen Icaza
  - Fabián López Tapia
- Música
  - Jaime Pérez
- Fotografía
  - José García Galisteo
- Montaje
  - Pedro del Rey
- Decorados
  - Eduardo Hidalgo
- Diseño de vestuario
  - Javier Artiñano
- Maquillaje y peluquería
  - Carmen Martín
  - Rosa Martín
  - Dolores Merlo
  - Antonio Segovia
- Asistencia al director
  - Jesús Mora
  - Pedro Pardo
- Sonido
  - José Almaraz
  - Luis Castro
  - Eduardo Fernández
  - Manuel Ferreiro
  - Jesús Recuero
- Efectos especiales
  - Antonio Molina
- Edición
  - Julia Paloma Ardura
  - Blanca del Rey
  - Blanca Rodríguez
- Asesoramiento histórico
  - Antonina Rodrigo
- Coreografía
  - Merche Esmeralda